# All Africa Music Awards
All Africa Music Awards également appelé AFRIMA, est un événement annuel de remise de prix.
La cérémonie de remise des prix a été créée par le Comité international AFRIMA, en collaboration avec l'Union africaine (UA) pour récompenser et célébrer les œuvres musicales, les talents et la créativité sur le continent africain tout en promouvant le patrimoine culturel africain.
Sa première cérémonie de remise des prix a eu lieu en 2014 au Nigeria.

## Histoire

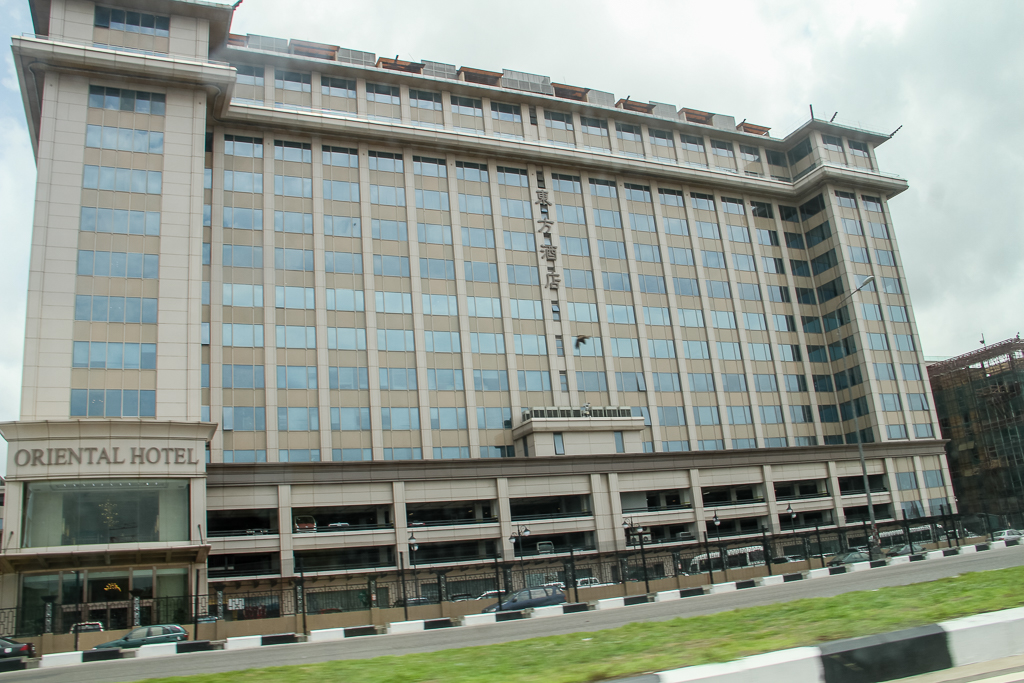
Hôtel Oriental de Lagos, site de la premiere éditions d'All Africa Music Awards.

Le Nigéria a accueilli les trois prémiere éditions du prix au cours de la période 2014 à 2016. Le Nigeria a de nouveau remporté le mandat des droits d'hébergement pour la quatrième année en 2017,. Cependant, la république du Ghana a reçu le droit d'accueillir les All Africa Music Awards pendant quatre années consécutives de décembre 2018 à 2021.

## Organisation
Le Comité International d'AFRIMA se compose de cinq régions : SADEC, Afrique de l'Est, Afrique centrale, Afrique du Nord et de l'Ouest, qui sont dirigées par des directeurs régionaux et 54 directeurs de pays. Les votes du public déterminent quels artistes seront récompensés, aux côtés d'un jury d'experts ou professionnels de la culture africaine, des médias et de l'industrie musicale du continent.

## Villes hôtes
| Année | Date        | Pays    | Ville hôte | Lieu                                        | Hôte(s)                                                                           | Réf   |
| ----- | ----------- | ------- | ---------- | ------------------------------------------- | --------------------------------------------------------------------------------- | ----- |
| 2014  | 27 décembre | Nigeria | Lagos      | Grande salle de bal, hôtel oriental         | 2baba Idibia (Nigeria) et Maryse Acotie ( Togo )                                  | [ 4 ] |
| 2015  | 15 novembre | Nigeria | Lagos      | Eko Convention Center, Eko Hotel and Suites | DNG ( Kenya ) et Aurélie Eliam (Côte d'Ivoire)                                    | [ 5 ] |
| 2016  | 6 novembre  | Nigeria | Lagos      | Eko Convention Center, Eko Hotel and Suites | Ahmed Soultan (Maroc) ; Bonang Matheba (Afrique du Sud) et Ika De Jong (RD Congo) |       |
| 2017  | 12 novembre | Nigeria | Lagos      | Eko Convention Center, Eko Hotel and Suites | Akon ( Sénégal ) et Sophy Aiida (Cameroun)                                        | [ 6 ] |
| 2018  | 24 novembre | Ghana   | Accra      | Centre international de conférence d'Accra  | Michael Blackson (Ghana), Pearl Thusi (Afrique du Sud) et Anita Erskine (Ghana)   | [ 7 ] |

## Catégories de prix
Les 37 prix repartie en deux catégories : des prix régionaux (couvrant les cinq régions africaines) supervisant les réalisations des artistes africains dans leurs régions d'origine spécifiques et les prix continentaux basés sur le genre.

### Prix régionaux
1. Meilleure artiste féminine d'Afrique centrale
2. Meilleur artiste masculin d'Afrique centrale
3. Meilleure artiste féminine en Afrique de l'Ouest
4. Meilleur artiste masculin en Afrique de l'Ouest
5. Meilleure artiste féminine en Afrique de l'Est
6. Meilleur artiste masculin en Afrique de l'Est
7. Meilleure artiste féminine en Afrique du Nord
8. Meilleur artiste masculin en Afrique du Nord
9. Meilleure artiste féminine en Afrique australe
10. Meilleur artiste masculin d'Afrique australe.

### Prix continentaux
1. Artiste de l'année
2. Le favori des fans africains
3. Album de l'année
4. Meilleure collaboration africaine
5. Meilleur contemporain africain
6. Meilleur électro africain
7. Meilleur groupe/duo/groupe africain
8. Meilleur hip-hop africain
9. Meilleur Jazz Africain
10. Meilleure pop africaine
11. Meilleur Reggae/Ragga/Dancehall Africain
12. Meilleur RnB/Soul Africain
13. Meilleur rock africain
14. Meilleur traditionnel africain
15. Meilleure inspiration féminine
16. Meilleure source d'inspiration masculine
17. Meilleur DJ africain
18. Meilleur parolier/rappeur africain
19. Meilleur acte africain de la diaspora
20. Meilleure danse/chorégraphie africaine
21. Prix Légende AFRIMA
22. Artiste le plus prometteur de l'année
23. Producteur de l'année
24. Révélation du continent africain
25. Chanson de l'année
26. Auteur-compositeur de l'année
27. Vidéo de l'année[8].

## Lauréats par éditions

### Édition 2014
| Category                                  | Winner                                       | Country                    | Title                   |
| ----------------------------------------- | -------------------------------------------- | -------------------------- | ----------------------- |
| Artist of the Year                        | AfrotroniX                                   | Chad                       | Azaba                   |
| AFRIMA Legend Award                       | Fela Anikulapo Kuti                          | Nigeria                    |                         |
| Producer of the Year                      | Don Jazzy, Robbie Malinga and Mojalefa Thebe | Nigeria and South Africa   | "Eminado" and "Impilo"  |
| Song of the Year                          | Davido                                       | Nigeria                    | "Aye"                   |
| Revelation of the African Continent       | Wiyaala feat. Jupitar                        | Ghana                      | "Rock my body"          |
| Best Video                                | Bez (Kemi Adetiba)                           | Nigeria                    | "Say"                   |
| Best Male Artist in Inspirational Music   | Bro. Philemon feat. Morris                   | Ghana                      | "It is Well"            |
| Best Female Artist in Inspirational Music | Nikki Laoye                                  | Nigeria                    | "Only You"              |
| Best African Rock                         | Dear Zim                                     | Zimbabwe                   | "Indiana"               |
| Best African Traditional Music            | Adjiboye and Yinka Ayanda                    | Benin Republic and Nigeria | "Inna" and "Ise"        |
| Best RnB and Soul                         | 2Baba Idibia                                 | Nigeria                    | "Dance in the Rain"     |
| Best African Reggae, Ragga and Dancehall  | Radio and Weasel                             | Uganda                     | "Breath Away"           |
| Best African Pop                          | Elani                                        | Kenya                      | "Kookoo"                |
| Best African Hip Hop                      | Davido                                       | Nigeria                    | "Aye (song)"            |
| Best African Electro                      | Mi Casa                                      | South Africa               | "Jika"                  |
| Best African Contemporary                 | Angelique Kidjo                              | Benin Republic             | "Shango Wa"             |
| Most Promising Artist in Africa           | Wiyaala                                      | Ghana                      | "Rock My Body"          |
| Best African Collaboration                | D'banj and Friends                           | 19 countries in Africa     | "Cocoa Na Chocolate"    |
| Best African Group/Duo/Band               | Paul and Peter Okoye (P-Square)              | Nigeria                    | "Personally"            |
| Song Writer of the Year                   | Brymo                                        | Nigeria                    | Down                    |
| Album of the Year                         | Olamide                                      | Nigeria                    | Baddest Guy Ever Liveth |
| Best Male in Western Africa               | Davido                                       | Nigeria                    | "Skelewu"               |
| Best Female in Western Africa             | Angelique Kidjo                              | Benin Republic             | "Shango Wa"             |
| Best Male in Southern Africa              | Heavy K feat. Professor                      | South Africa               | "Beautiful War"         |
| Best Female in Southern Africa            | Cindy Munyavi                                | Zimbabwe                   | "Parere Moyo"           |
| Best Male in Northern Africa              | Ahmed Soultan                                | Morocco                    | "It’s Alright"          |
| Best Female in Northern Africa            | Noura Mint Seymale                           | Mauritania                 | "Tzenni"                |
| Best Male in Eastern Africa               | Diamond Platnumz                             | Tanzania                   | "Number One"            |
| Best Female in Eastern Africa             | Vanessa Mdee                                 | Tanzania                   | "Cover"                 |
| Best Male in Central Africa               | Fally Ipupa                                  | DR Congo                   | "Original"              |
| Best Female in Central Africa             | Laurette La Perle                            | DR Congo                   | "Lembo La Mboka Ame"    |

### Édition 2015
| Category                                   | Winner                         | Country                  | Title                          |
| ------------------------------------------ | ------------------------------ | ------------------------ | ------------------------------ |
| Album of the Year                          | Charlotte Dipanda              | Cameroon                 | Elle n'a pas vu                |
| Song Writer of the Year                    | Jose Chameleone                | Uganda                   | Wale Wale                      |
| Best African Group/Duo/Band                | Sauti Sol                      | Kenya                    | Sura yako                      |
| Best African Collaboration                 | AKA ft Burna Boy, Dales and Jr | South Africa and Nigeria | All eyes on me                 |
| Most Promising Artiste in Africa           | Kiss Daniel                    | Nigeria                  | Woju                           |
| Best Artist in African Contemporary        | Charlotte Dipanda              | Cameroon                 | Elle n'a pas vu                |
| Best Artist in African Electro             | Flavour                        | Nigeria                  | Power to win                   |
| Best Artist in African Hip Hop             | Cassper Nyovest                | South Africa             | Ghetto                         |
| Best Artist in African Pop                 | Vanessa Mdee                   | Tanzania                 | Hawajui                        |
| Best Artist in Reggae, Ragga and Dancehall | Stonebwoy                      | Ghana                    | Pull Up (Remix)                |
| Best Artist in African RnB and Soul        | Praiz                          | Nigeria                  | If I fall                      |
| Best Artist in African Traditional Music   | Gangbe Brass Band              | Benin                    | Yoruba                         |
| AFRIMA Legend Award                        | Ladysmith Black Mambazo        | South Africa             |                                |
| Best Artist in African Rock                | M'vula                         | Angola                   | Volume 10                      |
| Best Female Artist in Inspirational Music  | Betty Akna                     | Equatorial Guinea        | Africa united                  |
| Best Male Artist in Inspirational Music    | Darey                          | Nigeria                  | Pray for me                    |
| Video of the Year in Africa                | Wiyaala                        | Ghana                    | Africa                         |
| Revelation of the African Continent        | Adekunle Gold                  | Nigeria                  | Sade                           |
| Song of the Year                           | Diamond Platnumz               | Tanzania                 | Nasema Nawe                    |
| Best Artist in African Jazz                | Kunle Ayo                      | Nigeria                  | Joromi                         |
| Artist of the Year                         | Diamond Platnumz               | Tanzania                 |                                |
| Producer of the Year                       | Sauti Sol                      | Kenya                    | Sura yako                      |
| Music/Entertainment Journalist of the year | Oris Aigbokhaevbolo            | Nigeria                  | Going Country: Nashville-Lives |
| Best Female in Central Africa              | Charlotte Dipanda              | Cameroon                 | Elle n'a pas vu                |
| Best Male in Central Africa                | Stanley Enow                   | Cameroon                 | King Kong                      |
| Best Female Artist in Eastern Africa       | Tsedenia                       | Ethiopia                 | Yet Biye                       |
| Best Male in Eastern Africa                | Diamond Platnumz               | Tanzania                 | Nasema Nawe                    |
| Best Female Artist in Northern Africa      | Manal (singer)                 | Morocco                  | Denia                          |
| Best Male Artist in Northern Africa        | Ahmed Soultan                  | Morocco                  | This is who I am               |
| Best Female in Southern Africa             | Busiswa                        | South Africa             | Lahla                          |
| Best Male in Southern Africa               | Cassper Nyovest                | South Africa             | Ghetto                         |
| Best Female Artist in Western Africa       | Yemi Alade                     | Nigeria                  | Kissing                        |
| Best Male Artist in Western Africa         | Olamide                        | Nigeria                  | Bobo                           |

### Édition 2016
| Category                                    | Winner                    | Country            | Title                   |
| ------------------------------------------- | ------------------------- | ------------------ | ----------------------- |
| Album of the Year                           | Ahmed Soultan             | Morocco            | Music Has No Boundaries |
| Song Writer of the Year                     | Unique                    | Uganda             | Njogereza               |
| Best African Group/Duo/Band                 | VVIP                      | Ghana              | Dogo Yaro               |
| Best African Collaboration                  | Eddy Kenzo and Niniola    | Uganda and Nigeria | Mbilo Mbilo             |
| Most Promising Artiste in Africa            | Amine Aub                 | Morocco            | Feel the Same           |
| Best Artiste in African Contemporary        | Flavour                   | Nigeria            | Mmege Mmege             |
| Best Artiste in African Electro             | Such                      | Zimbabwe           | You                     |
| Best Artiste in African Hip Hop             | Stanley Enow              | Cameroon           | Work Hard               |
| Best Artiste in African Pop                 | Diamond Platnumz          | Tanzania           | Utanipenda              |
| Best Artiste in Reggae, Ragga and Dancehall | Patoranking               | Nigeria            | No kissing              |
| Best Artiste in African RnB and Soul        | Henok and Mehari Brothers | Ethiopia           | Ewedi Shalehu           |
| Best Artiste in African Traditional Music   | Zainab                    | Benin              | Bolojo                  |
| AFRIMA Legend Award                         | Manu Dibango              | Cameroon           | NC                      |
| Best Artiste in African Rock                | M'vula                    | Angola             | Tristezase Alegrias     |
| Best Female Artiste in Inspirational Music  | Naomi Achu                | Cameroon           | Busy Body               |
| Best Male Artiste in Inspirational Music    | Icha Kavons               | DR Congo           | Testimony               |
| Video of the Year in Africa                 | VVIP                      | Ghana              | Dogoyaro                |
| Revelation of the African Continent         | Falz                      | Nigeria            | Bad Baddo Badest        |
| Song of the Year                            | Diamond Platnumz          | Tanzania           | Utanipenda              |
| Producer of the Year                        | Kuseim                    | Uganda             | Mbilo Mbilo             |
| Artiste of the Year                         | Wizkid                    | Nigeria            | Final (Baba Nla)        |
| Best Artiste in African Jazz                | Jimmy Dludlu              | South Africa       | Ha Deva                 |
| Best Female in Central Africa               | Bruna Tatiana             | Angola             | Prometo Mudar           |
| Best Male in Central Africa                 | Wax Dey                   | Cameroon           | Saka Makossa            |
| Best Female Artist in Eastern Africa        | Cindy Sanyu               | Uganda             | Still Standing          |
| Best Male in Eastern Africa                 | Diamond Platnumz          | Tanzania           | Utanipenda              |
| Best Female Artist in Northern Africa       | Zina Daoudia              | Morocco            | La Waheed Wala Million  |
| Best Male Artist in Northern Africa         | Amr Diab                  | Egypt              | Ahla W Ahla             |
| Best Female in Southern Africa              | Sally Boss Madam          | Namibia            | Natural                 |
| Best Male in Southern Africa                | Black Coffee              | South Africa       | Come with me            |
| Best Male Artiste in Western Africa         | Flavour                   | Nigeria            | Dance                   |
| Best Female Artiste in West Africa          | Aramide                   | Nigeria            | I Don't Care            |

### Édition 2017
| Category                                                    | Winner                  | Country      | Title                                        |
| ----------------------------------------------------------- | ----------------------- | ------------ | -------------------------------------------- |
| AFRIMA Legend Awards                                        | Oliver Mutikudzi        | Zimbabwe     | NC                                           |
| AFRIMA Legend Awards                                        | Salif Keita             | Mali         | NC                                           |
| Artist of the Year in Africa                                | Wizkid                  | Nigeria      | Come Closer                                  |
| Song of the Year in Africa                                  | Wizkid                  | Nigeria      | Come Closer                                  |
| Producer of the Year                                        | DJ Coublon (Sheyi Shay) | Nigeria      | Yolo Yolo                                    |
| Album of the Year in Africa                                 | Eddy Kenzo              | Uganda       | Shuari Yako                                  |
| Revelation of the Year                                      | Shyn                    | Madagascar   | Resim Pitia                                  |
| Songwriter of the Year                                      | Simi                    | Nigeria      | Smile for Me                                 |
| Video of the Year                                           | Orezi (Adasa Cookey)    | Nigeria      | Cooking Pot                                  |
| African Fans’ Favourite                                     | The Dogg                | Namibia      | Shuukifa Kwi                                 |
| Best Artist or Group in African Traditional                 | Halmelmal Abate         | Ethiopia     | Harar                                        |
| Best Artist in African Pop                                  | Toofan                  | Togo         | Tere Tere                                    |
| Best Artist or Group in African RnB and Soul                | Ali Kiba                | Tanzania     | Aje ft MI                                    |
| Best Artist or Group in African Hip-Hop                     | YCEE                    | Nigeria      | Juice                                        |
| Best Artist or Group in African Reggae, Ragga and Dancehall | 2Baba Idibia            | Nigeria      | Holy Holy                                    |
| Best Artist or Group in African Electro                     | Nsoki                   | Angola       | Africa Unite ft DJ Maphorisa and Paulo Alves |
| Best Artist in African Jazz                                 | Nduduzo Makhathini      | South Africa | Igagu                                        |
| Best Artist in African Rock                                 | Gilad                   | Kenya        | Angel Uriel                                  |
| Best African Collaboration                                  | Ali Kiba ft MI          | Tanzania     | Aje                                          |
| Best African Group                                          | Toofan                  | Togo         | Tere Tere                                    |
| Most Promising Artist in Africa                             | Neza                    | Rwanda       | Uranyica                                     |
| Best Artist or Group in African Contemporary                | Wande Coal              | Nigeria      | Iskaba                                       |
| Best Female Artist in Inspirational Music                   | Asikey                  | Nigeria      | Earth Attack                                 |
| Best Male Artist in Inspirational                           | Gilad                   | Kenya        | Angel Uriel ft Omer Millo                    |
| Best Female Artist in Western Africa                        | Tiwa Savage             | Nigeria      | All Over                                     |
| Best Male Artist in Western Africa                          | Wizkid                  | Nigeria      | Come Closer ft Drake                         |
| Best Male Artist in Southern Africa                         | Emtee                   | South Africa | We Up                                        |
| Best Female in Southern Africa                              | Thandiswa               | South Africa | Nonsokolo                                    |
| Best Male Artist in Northern Africa                         | Amr Diab                | Egypt        | Meaddy El Nas                                |
| Best Female Artist in Northern Africa                       | Ibitssam Tiskat         | Morocco      | Menak Wla Meni                               |
| Best Male Artist in Eastern Africa                          |                         | Uganda       | Fikir Yishala                                |
| Best Female Artist in East Africa                           | Nandy                   | Tanzania     | One Day                                      |
| Best Male Artist in Central Africa                          | Locko                   | Cameroon     | Supporte Ft Mr Leo                           |
| Best Female Artist in Central Africa                        | Montess                 | Cameroon     | In Love With a Gun Man                       |

### Édition 2018
| Category                                                         | Winner                                          | Country         | Title                             |
| ---------------------------------------------------------------- | ----------------------------------------------- | --------------- | --------------------------------- |
| Best Female Artist in Central Africa                             | Daphne                                          | Cameroon        | Jusqu’à La Gare                   |
| Best Female Artist of the year                                   | Yemi Alade                                      | Nigeria         | Herself                           |
| Best Male Artist in Central Africa                               | Fally Ipupa                                     | Congo           | Mannequin Ft Keback and Naz       |
| Best Female Artist in Eastern Africa                             | Betty G                                         | Ethiopia        | Mengedegna                        |
| Best Male Artist in Eastern Africa                               | Bebe Cool                                       | Uganda          | Freedom                           |
| Best Female Artist in Northern Africa                            | Lyna Mayhem                                     | Algeria         | Bye Bye                           |
| Best Male Artist in Northern Africa                              | Hamza El Fadly                                  | Morocco         | Ya Mraya                          |
| Best Female Artist in Southern Africa                            | Shekhinah                                       | South Africa    | Please Mr                         |
| Best Male Artist in Southern Africa                              | Nasty C                                         | South Africa    | Jungle                            |
| Best Female Artist in Western Africa                             | Tiwa Savage                                     | Nigeria         | Ma Lo ft Wizkid and Spellz        |
| Best Male Artise in Western Africa                               | Davido                                          | Nigeria         | Fia                               |
| Album of the Year                                                | Betty G                                         | Ethiopia        | Wegegta                           |
| Artist of the Year                                               | Davido                                          | Nigeria         | Fia                               |
| Best African Video                                               | Sesan Ogunro                                    | Nigeria         | Gringo (Shatta Wale)              |
| Best African Act in Diaspora                                     | Hazel Mak                                       | Malawi          | Jaiva Ft. Roberto and Tay Grin    |
| Best African Collaboration                                       | GuiltyBeatz, Mr Eazi, Patapaa and Pappy Kojo    | Ghana-Nigeria   | Akwaaba                           |
| Best Artist, Duo or Group in African Contemporary                | Kidi                                            | Ghana           | Odo Remix Ft. Mayorkun and Davido |
| Best Artist, Duo or Group in African Dance or Choreography       | Mr P                                            | Nigeria         | Ebeano                            |
| Best African DJ                                                  | Afrotronix                                      | Chad            | OyO                               |
| Best Artist, Duo or Group in African Electro                     | Master KG                                       | South Africa    | Skeleton Move Ft. Zanda Zakuza    |
| Best African Duo, Group or Band                                  | Toofan                                          | Togo            | Money                             |
| Best Artist, Duo or Group in African Hip Hop                     | M.anifest Ft. King Promise                      | Ghana           | Me Ne Woa                         |
| Best Artist, Duo or Group in African Jazz                        | Sibusiso Mashiloane                             | South Africa    | Niza                              |
| Best Artist, Duo or Group in African Pop                         | 2Baba                                           | Nigeria         | Amaka Ft. Peruzzi                 |
| Best Artist, Duo or Group in African Ragga, Reggae and Dancehall | Stonebwoy                                       | Ghana           | Hero                              |
| Best Artist, Duo or Group in African RnB and Soul                | Praiz                                           | Nigeria         | Champagne and Flowers             |
| Best African Rapper or Lyricist                                  | Falz                                            | Nigeria         | La Fête                           |
| Best Artiste, Duo or Group in African Traditional                | Irene Namatovu                                  | Uganda          | Nsambila Nyuma Nga Janzi          |
| Best Artist, Duo or Group in African Rock                        | Maryam Saleh, Maurice Louca, Tamer Abu Ghazaleh | Egypt           | Ekaa Maksour                      |
| Best Female Artist in African Inspirational Music                | Sandra Nankoma                                  | Uganda          | Kaddugala                         |
| Best Male Artist in African Inspirational Music                  | Sarkodie                                        | Ghana           | Glory Ft. Yung                    |
| Most Promising Artist in Africa                                  | Kuami Eugene                                    | Ghana           | Confusion                         |
| Producer of the Year                                             | Fresh VDM                                       | Togo            | Fia                               |
| Revelation of the Year                                           | Betty G                                         | Ethiopia        | Ere Manew                         |
| Song of the Year                                                 | GuiltyBeatz, Mr Eazi, Patapaa and Pappy Kojo    | Ghana - Nigeria | Akwaaba                           |
| Songwriter of the Year                                           | Shekhinah Donell, Amon Taulo Chibiya II         | South Africa    | Different Ft. Mariechan           |
| African Fans’ Favourite                                          | Nedy Music                                      | Tanzania        | One and Only Ft. Ruby             |

### Édition 2021
En 2021, le rappeur Iba One du Mali remporte les trophées des cinq catégories dans lesquelles il a été nommé (meilleur artiste masculin de l'Afrique de l'Ouest, meilleur album de l'année, meilleur artiste Pop solo ou de groupe de l'année, meilleur artiste masculin inspiration de l'année et meilleur auteur compositeur de l'année) ; et cela était sa première nomination à la cérémonie[réf. nécessaire].